# بيت زورن
بيت زورن (بالإنجليزية: Pete Zorn)‏ هو عازف مندولين أمريكي، ولد في 29 مايو 1950 في سومرست في الولايات المتحدة، وتوفي في 19 أبريل 2016 في لندن في المملكة المتحدة.

## وصلات خارجية
- بيت زورن على موقع ميوزك برينز (الإنجليزية)
- بيت زورن على موقع ديسكوغز (الإنجليزية)